# プリキュア つながるぱずるん
『プリキュア つながるぱずるん』は、バンダイナムコエンターテインメント（BNEI）より配信されていたスマートフォン向けゲームアプリ。サービス期間は2017年3月16日 - 2020年6月2日。基本プレイ無料（アイテム課金制）。
略称および公式ツイッターのハッシュタグは「キュアぱず」。

## 概要
朝日放送テレビ・テレビ朝日系列にて放送されている東映アニメーション制作のテレビアニメ『プリキュアシリーズ』を題材としたスマートフォン向けゲームアプリで、BNEIは「プリキュア初の本格スマートフォン向けアプリ」と銘打っている。
手持ちのカードの中から任意のカード1枚を選び、そのカードのプリキュアで同じ色のピースを一筆書きで繋いでいき、消していくことで敵にダメージを与え倒していくという形態のパズルゲームとなっている。『プリキュアシリーズ』という作品の特性上、子供にもわかりやすいシステム設計となっており、アイテム課金制をとっているとはいえ比較的低課金に抑えられるようになっているほか、年齢に応じて課金上限が設定され、さらに子供が親に無断で課金出来ないようにするペアレンタルロックも備わっている。生年月日を登録しないと課金はできない。
サービス開始時は『ふたりはプリキュア Max Heart』『Go!プリンセスプリキュア』『魔法つかいプリキュア！』の3作品のプリキュアが登場するが、のちに他シリーズの歴代プリキュアの追加されている。また、キャラクター音声はオリジナルキャストによる新規収録が行われており、キャラクターグラフィックは新規に描き下ろされ、オリジナルの主題歌やオープニングムービーも作られている。
2020年6月2日をもって、サービスを終了。約3年3ヶ月続いたサービスに幕を下ろした。

## ストーリー
布でつなぎ合わされた世界「キルトランド」。平和な世界だったが、突如現れた心のつながりを断ち切る敵、ツナガラーズによって世界は分断されてしまった。キルトランドに平和を取り戻すため、プリキュア達はツナガラーズと戦うことになる。

## ゲームシステム

### 基本システム
基本的にステージクリア形式のパズルゲームで、画面下部にある7色のピースのうち、同じ色のピースを3個以上繋げて消し、その数に応じたダメージポイントを敵に与える。攻撃はプリキュアと敵が交互に行うターン制となっており、最終的に敵のHPバーが無くなった時点で勝利しゲームクリア、プリキュアのHPバーが無くなるとゲームオーバーとなる（課金アイテムであるほうせきを使う、または1日1回に限り広告動画を見る事でコンティニュー可）。通常ステージは基本的に1エリア40ステージで構成され、5の倍数のステージはボスステージ（その中でも10の倍数はエリアボスステージ）となっている。ボスステージでは各ステージ1日3回のちょうせん回数が設定されている。
ピースはピンク・赤・青・黄・緑・白・紫の7色が用意されており、プリキュアのイメージカラーと同一のピースを消すとダメージを多く与えることができる。繋げるピースの数が多いほどダメージが増えるだけでなく、7個以上消せば周囲のピースを消せる星型のちいさいボムが出現、10個以上消せば虹色の強力なボムが出現する。ステージによってその色のピースが多く出やすい「おすすめカラー」が設定されており、プリキュアのイメージカラーと一致していれば攻略が楽になる。また2018年2月2日より導入されたレアリティ星5個のカードでは必殺技を使用することで盤面に登場するレインボーピースが追加されている。これはどの色のピースとも繋げることが可能で、これを含ませた形でピースを消すと使用しているカードのアビリティによって特殊効果が発生する。
ピースを消す、またはダメージを受けるごとにHPバー中央のスキルゲージ（使用キャラのアイコン）が溜まっていき満タンになると光る。この時アイコンをタップすることで必殺技を使うことができ、敵に大ダメージを与えるほか、スキルレベルによっては特殊効果も発動する。
通常のステージだけでなく、レベルアップ用の「トレーニングステージ」が用意されている。「かんたん」「ふつう」「むずかしい」「スーパー」と難易度が4段階に分かれ、クリアするとその難易度に応じた経験値が獲得でき、レベルを上げやすくなっている。1つのステージをその日に1度クリアするとちょうせん回数がなくなる。おすすめカラーが日によって変わる。
通常のステージ攻略だけでなく、指定されているミッションを達成する「デイリーミッション」が設定されているほか、定期的にイベントが開催され、そのイベントでのみ獲得出来るカードが得られ、2017年6月のイベントからは各ボスステージに指定されたミッションを達成することでカードやほうせきが手に入る「スターミッション」が設定されている。2017年7月19日からは『キラキラ☆プリキュアアラモード』の、2018年4月27日からは『HUGっと！プリキュア』の、各プリキュアの変身エピソードを元にした「エピソードステージ」が開始、クリアすることで後述の変身カードを入手することができる。また、サービス開始時から2018年10月までは月ごと（1月あたり16日分）、2018年10月29日からは週ごと（7日分）のログインボーナスが設定されている。
また、2017年10月10日からは60秒間で30体の敵と戦い、どれだけ多くの敵を倒してスコアを稼ぐことができるかを競う「スコアアタックステージ」が実装され、1週間の中で獲得した最高スコアに応じてランキングが決まり、その順位に応じた報酬が得られる。
ゲームを遊ぶのにハートが用意されており、ゲームを遊ぶたびに1個（ボスステージやイベントステージによっては2〜3個）消費し、30分おきに1個回復する。回復できる上限は20個となっているが、ハートはほうせきで購入出来るほか、ともだちとなった他のユーザーから1日1つもらうこともでき、購入分や貰った分、ログインボーナスやスコアアタックの報酬などで入手した分については、ハートの数が回復できる上限20個を上回っても保護される。
ともだちは30人まで登録可能。ユーザーのIDを検索し申請する。相手の確認がないとともだちになることができない。また2017年10月26日から開始のイベントより、イベント等一部のステージにおいて、他のユーザー1人をパートナーとして選ぶ事ができる「パートナー機能」が実装され、パートナーキャラのゲージがたまるとそのプリキュアの必殺技が使えるほか、既にともだちになっているユーザーを選んだ場合は、ともだちボーナスとして相互にコインが得られる。
2019年9月3日からは一部のイベントにおいてチーム戦システムが導入されており、自らの持つキャラクターから最大6人選択し、ゲーム中任意のキャラクターに切り換えながらゲームを進めることができるほか、一定条件（選択したキャラクターのイメージカラーが統一されている、パートナーも含めて7色全てバラバラの場合、同一作品のキャラクター全員が揃っている、など）を満たした上で、専用のゲージがたまると合体技が使えるようになる。
ゲーム内の時間が切り替わるのは午前3時とされており、ボスステージやトレーニングステージのちょうせん可能回数、ともだちへのハート付与、デイリーミッション、無料のほうせき・アイテム・コンティニューの広告動画視聴といった事項がリセットされる。

### カードとガシャるん
カードはプリキュアやレアリティに応じて、それぞれHP、攻撃力、必殺技やスキル（ゲームプレイに影響する固有能力）、アビリティ（パラメータに影響する固有能力）が決まっており、敵に合わせてカードを選ぶことも重要となる。カードはほうせきまたはガシャるんチケットを使ってガシャるんを引くことで手に入るほか、イベントやミッション攻略でも手に入る。ガシャるんには通常の「オリジナルガシャるん」のほか、特定のプリキュアのカードのみが引けるまたは排出確率が上がる「ピックアップガシャるん」、2018年3月16日から実装された、これでしか入手できないよりレアリティの高いカードが入った「プレミアムガシャるん」がある。プレミアムガシャるんはほうせきのみ使用可能で、ピックアップガシャるんも当初はチケットが使用可能だったが、後にほうせきのみ使用可能に仕様変更されている。これとは別に特定のレアリティのカード（特定のシリーズ専用の物物もある）が得られる確定チケットも用意されている。
カードにはカード自体のレベルとスキルレベルがあり、カードのレベルはパズルをクリアする、またはイベントで得られるアイテムを使って経験値を得る事でレベルアップしHPや攻撃力などのパラメータが上昇、スキルレベルは同じカードが複数枚になった場合、または後述のちからクリスタルを用いることで、その枚数に応じて必殺技のレベルが上がり、それに応じて必殺技使用の際のダメージ値上昇や特殊効果が得られる。
また、特殊なカードとして、以下のカードがある。
変身カード
各プリキュア変身後の姿を描いたカード。レアリティ表示は大きな星の上に虹の模様、両側に翼がつけられている。レベル上限は40で、星4個のカードよりも強力なパラメータが設定されている。
『魔法つかい』以前の作品及び『スター☆トゥインクル』のカードはその性質上スキルレベルは1で固定されており、プリキュアごとに定められたミッションを全て達成すると獲得でき、必殺技を発動すると一定回数ピースを消すまで敵の動きを止め、その間繋いだピースの周りも一緒に消してより多くのダメージを与えることができる。ただしじゃあくのリングBによって張られたバリアには通用しない。プリキュアによってターン数が違っており、追加効果で体力回復ができるキャラもいる。
『アラモード』『HUGっと』のカードは星2個から4個と同じくスキルレベル10が上限となり、各プリキュアのエピソードステージをクリアするとそのプリキュアの変身カードが獲得できる。他は基本的に通常のカードと同様。
パワーアップフォームカード
各プリキュアの上位変身形態（いわゆる「スーパープリキュア」）の姿を描いたカードで、2018年3月30日より『アラモード』の「アラモードスタイル」から実装を開始。プレミアムガシャるんでのみ入手可能で、レアリティ表示は赤い大きな星をハート状の虹の模様が囲み、上部に王冠、下部に翼が配置されている。レベル上限は星5個と同じく50、スキルレベルも同様に5となっており、より強力なパラメータやスキル、アビリティ、必殺技が設定されている。
同レアリティのカードとして2019年1月1日に実装したキュアブラックとキュアホワイトの15周年記念カードがある。
カードのスキルレベルが上限に達したカードは、2019年11月6日のアップデート実施以前はカウンターストップとしてガシャるんからは登場しなくなる（いわゆる天井の扱い）。アップデート実施以降はこのシステムが改変され、上限に達したカードも再び排出されるようになった。この仕様変更に合わせて、ピックアップガシャるん・プレミアムガシャるんでは星3以上の高レアリティカードのみ排出するように変更、スキルレベルが上限に達したカードが出た場合はガシャポイントに自動変換され、同年12月19日実装のトレードショップで指定レアリティ確定チケットや各種アイテムに交換可能となる。

### 特殊なピース
ゲームを進めていくと、敵の攻撃になどよって特殊な状態となったピースが現れる。
こおり
凍らされたピース。この状態だと繋げることができなくなる。隣にあるピースを1回または複数回消すことで溶かすことができる。プリキュアのアビリティによっては一気に複数回分消せるものもある。
ふしぎなボム
爆弾の形状をしたピース。そのままでは消せないが、一番下に落とすことで敵にダメージを与えることができる。赤い色のがより多くダメージを与える事ができる。
じゃあくのリングA
敵に有利な効果を与えるリング。このリングが表示されたピースを通して消すとその効果を得ることができる。
じゃあくのリングB
このリングが表示されたピースを通して表示されている数のピースを消すと、敵が現在使用している効果を打ち消すことができる。
おじゃまもやもや
黒くもやもやした物体。繋ぐことができず、2ターンあるいは1ターンごとに隣のピースに移って増殖する。隣のピースを消すことでこれを消すことが可能。
もやもやメーカー
おじゃまもやもやを毎ターンごとに生み出す。非常に固いため消すことができない。
石
通常では消せず、ピースを繋げる際の障害となる。ボムを1回ないし2回使うことで消すことができる。
ふしぎな水
1ターンごとに色が変わり、一番下に落とすことで赤いときはHPを回復させ、青いときはスキルゲージを貯めることができる。
わるいビン
浸食効果がかかってしまう瓶。一番下に落とすことで消すことができる。
わるいカベ
障害となる壁。非常に固いため消すことができない。

### ステータス変化
何らかのステータスに変化があった場合、有利な場合はキャラクターの下に赤で、不利な有利な場合は青でアイコン表示される。また、じゃあくなリングAでのアイコン表示または単独でピース状態で表示され、前者はつなげて消すことで、後者はピースをタップすることでその効果が得られる。
攻撃力アップ
両腕を上げているアイコンで、表示されている間プリキュアまたは敵の攻撃力がアップする。じゃあくなリングAでの表示があり、通過して消すと攻撃力がアップした状態で敵を攻撃する。単独ピースでは拳に矢印が1つと複数あるものがあり、後者の方がより攻撃力が増す。
HP回復
真ん中に＋が入っているハート型のアイコンで、表示されている間HPが少しずつ回復する。じゃあくなリングAでは絆創膏型のアイコンで表示され、通過して消すとHPが回復する。単独ピースでは絆創膏と救急箱の2種類で、タップすることでHPが回復し、救急箱の方が回復量が多い。
シールド
盾型のアイコンで、相手からのダメージを決まった回数分防ぐ。敵のシールドによってはじゃあくなリングBに表示された数のピースを通過して消さないとシールドを破壊できないものや、リングを通さないと攻撃を完全に防いでしまうシールドがあり、必殺技もダメージを与えるものは無効であり、運が悪いとプリキュアのレベルが上でもダメージを与えられないまま負けてしまうこともある。じゃあくなリングAでの表示があり、通過して消すと1ターン攻撃ブロックができる。単独ピースではハートが1重と2重のがあり、後者の方がより長く防ぐ。
敵スキルスピードアップ
帽子型のアイコンで、表示されている間敵が出すスキルが速くなる。
浸食
ドクロマークの瓶型のアイコンで、表示されている間ダメージを受け続ける。わるいビンが出ているときにはそれを一番下まで落として消すことで、効果をなくす事ができる。プリキュアのアビリティによりダメージを軽減させることができる。
ボム作成不可
禁止マークの真ん中に星入りの球体が入ったアイコンで、表示されている間ボムを作ることができなくなる。
動作停止
時計型のアイコンで、表示されている間攻撃ができなくなる。じゃあくなリングAでの表示があり、通過して消すと1ターン敵の攻撃を止めることができる。単独ピースでは銀色と金色の時計があり、後者の方が長時間停止できる。
スキルチャージ不可
禁止マークの真ん中に稲妻が入ったアイコンで、表示されている間スキルゲージをためることができなくなる。じゃあくなリングAでの表示がある場合通過してピースを消すとスキルゲージがたまる。単独ピースでは稲妻が1個または複数個あるものがあり、タップすることでスキルゲージがたまる。後者の方がたまる量が多い。

### アイテム
ゲームの進行を有利にしたり、ガシャるんができるアイテム。
コイン
ステージをクリアしたりミッションを攻略することで得られる。これを使うことでゲーム用アイテムやガシャるんからチケットに交換できる。
ほうせき
アプリ内で用いる通貨。これでガシャるんをひいたり、ハートとの交換やコンティニューができる。課金することで購入可能なほか、ステージをクリアしたりミッションを攻略することで入手可能。また、1日1回広告動画を見ることで得られるようにもなっている。
ハート
ゲームを遊ぶのに必要なアイテム。上記を参照。
ガシャるんチケット
ガシャるんがひけるチケット。コインとの交換やイベント攻略、ログインボーナスで得られる。2018年3月16日からは、プレミアムガシャるんの11連ガシャを引くことで得られる、または後述の交換所や集計所で獲得できる「キャラ確定チケット」が実装されており、これを使うことで希望する星4や星3のカード（使用対象外のカードあり。チケットによっては作品が指定された物もある）が手に入る。
パワーアップジュース
使うことで攻撃力が15上がるアイテム。ステージ開始前に800コインを使って手に入れる。
チャージジュース
スタート時に必殺技がすぐ使えるアイテム。ステージ開始前に1000コインを使って手に入れる。
ダブルボム
2種類のピースを一気に消すことができるアイテム。ステージ開始前に1200コインを使って手に入れる。
スプレー
ピースを4種類のみにする。ステージ開始前にほうせき20個を使って手に入れる事ができるが、1日1回に限り広告動画を見ることでも入手可能。
経験値アップアイテム
イベントによってドロップアイテムや交換所のアイテムとして得られる。これを使うことでカードの経験値を増やすことができる。通常はいちごのケーキ（カットケーキ・ショートケーキ・ホールケーキの順で経験値量が多くなる）として登場するが、後述する「メモワールミルフィーユ」「キラリンクッキー」「ミラクルメモリーズライト」のようにイベントにちなんだアイテムも登場する。
交換用アイテム
イベントによってドロップアイテムとしてクリア時の報酬で得られる。これをカードや各種アイテムと所定の数で交換所で交換ができる。
集計所用アイテム
イベントによってドロップアイテムとしてクリア時の報酬で得られる。これを集めた総数に応じて集計所で確認することで数に応じたカード屋アイテムが得られる。集計所では全プレイヤーの総獲得数やランキングも表示されており、総獲得数に応じたアイテムや最終ランキングに応じたアイテムも得られる。
こころクリスタル
2018年3月16日より実装されたアイテムで、指定したカード（実装当初は星4のカードのみ）と同色のクリスタルとコインを使うことで、レベル上限を引き上げることができる（星4の場合、上限が40から45になる）。
ちからクリスタル
2018年10月27日より実装されたアイテムで、金色のクリスタルは星4の、銀色のクリスタルは星3のカードに使うことで、そのカードを1枚引いたのと同等となり、必殺技レベルを上げることができる。

## 登場キャラクター
プリキュアたちの詳細は各作品の記事を参照。名前の後にはイメージカラーを記載。作品記載順はゲーム実装順→作品発表順としている。
なお、一部プリキュアたちのカード内・名前のみ・エピソードステージ内で各作品のパートナー妖精たちとサブキャラクターたち（プリキュアが住む町の人々・協力者・かつてプリキュアと戦い改心した元敵）も登場している。

### プリキュア
ふたりはプリキュア Max Heart
初期段階から実装。同作品の妖精であるミップル、サブキャラクターの忠太郎は一部それぞれのメンバーのカード内のイラストに登場。
美墨なぎさ / キュアブラック（ピンク）
声 - 本名陽子
雪城ほのか / キュアホワイト（白）
声 - ゆかな
九条ひかり / シャイニールミナス（黄）
声 - 田中理恵
Go!プリンセスプリキュア
初期段階から実装。同作品の妖精であるパフとアロマ（いずれもドレスアップモード覚醒後の姿）は一部それぞれのメンバーのカード内のイラストに登場。
春野はるか / キュアフローラ（ピンク）
声 - 嶋村侑
海藤みなみ / キュアマーメイド（青）
声 - 浅野真澄
天ノ川きらら / キュアトゥインクル（黄）
声 - 山村響
紅城トワ / キュアスカーレット（赤）
声 - 沢城みゆき
魔法つかいプリキュア！
初期段階から実装。みらい（ミラクル）とリコ（マジカル）はカードによってはカラフルスタイルが変わるが、イメージカラーはダイヤスタイルで用いられる基本色のままとなり、変身カードもダイヤスタイルが用いられている。同作品のサブキャラクターのチクルンを含む妖精の里の関連者は名前のみ登場。
朝日奈みらい / キュアミラクル（ピンク）
声 - 高橋李依
十六夜リコ / キュアマジカル（紫）
声 - 堀江由衣
花海ことは / キュアフェリーチェ（緑）
声 - 早見沙織
モフルン
声 - 齋藤彩夏
基本的にストーリーのナビゲーションキャラクターとしての役割を担っている。また、一部それぞれのメンバーのカード内のイラストにも登場している。
キラキラ☆プリキュアアラモード
2017年3月19日より初期メンバーを段階的に実装開始し、当初は必殺技は使えなかったが、同年4月18日より本実装され、必殺技も使えるようになった。また、同年8月19日から追加メンバーのシエル（パルフェ）の実装を段階的に開始している。
同年10月27日には『映画 キラキラ☆プリキュアアラモード パリッと!想い出のミルフィーユ!』公開記念の連動イベントを開催、イベントステージではピースが6人の使う変身アニマルスイーツに変更され、ステージクリアで得られるアイテムには同映画で登場する「メモワールミルフィーユ」「キラリンクッキー」が経験値アップアイテムとして登場している。
宇佐美いちか / キュアホイップ（ピンク）
声 - 美山加恋
有栖川ひまり / キュアカスタード（黄）
声 - 福原遥
立神あおい / キュアジェラート（青）
声 - 村中知
琴爪ゆかり / キュアマカロン（紫）
声 - 藤田咲
剣城あきら / キュアショコラ（赤）
声 - 森なな子
キラ星シエル / キュアパルフェ（緑）
声 - 水瀬いのり
妖精のキラリンとしては、エピソードステージと上述のキラリンクッキーのほか、一部カードの深夜時の自己紹介音声（寝言）において、キラリンとしての音声が出るようになっている。
ペコリン
エピソードステージや一部イベントステージのみ登場で、音声は無し。
いちご山の長老
ヤパパ
マハニャ
ダニーダニ
いずれもキュアパルフェのエピソードステージのみ登場で、音声は無し。
ハートキャッチプリキュア！
2017年6月7日より実装。同作品の妖精であるシプレ・コフレ・ポプリは一部それぞれのメンバーのカード内のイラスト、サブキャラクターの花咲陽一と花咲薫子（キュアフラワー）は名前のみ登場。
花咲つぼみ / キュアブロッサム（ピンク）
声 - 水樹奈々
来海えりか / キュアマリン（青）
声 - 水沢史絵
明堂院いつき / キュアサンシャイン（黄）
声 - 桑島法子
月影ゆり / キュアムーンライト（紫）
声 - 久川綾
スマイルプリキュア！
2017年8月2日より実装。同作品の妖精であるキャンディとポップは一部それぞれのメンバーのカード内のイラストに登場。
星空みゆき / キュアハッピー（ピンク）
声 - 福圓美里
日野あかね / キュアサニー（赤）
声 - 田野アサミ
黄瀬やよい / キュアピース（黄）
声 - 金元寿子
緑川なお / キュアマーチ（緑）
声 - 井上麻里奈
青木れいか / キュアビューティ（青）
声 - 西村ちなみ
ドキドキ！プリキュア
2017年8月11日より実装。同作品の妖精であるシャルル・ラケル・ランス・ダビィ・アイちゃんは一部それぞれのメンバーのカード内のイラスト、サブキャラクターのレジーナは名前のみ登場。
相田マナ / キュアハート（ピンク）
声 - 生天目仁美
菱川六花 / キュアダイヤモンド（青）
声 - 寿美菜子
四葉ありす / キュアロゼッタ（黄）
声 - 渕上舞
剣崎真琴 / キュアソード（紫）
声 - 宮本佳那子
円亜久里 / キュアエース（赤）
声 - 釘宮理恵
Yes!プリキュア5GoGo!
2017年10月26日よりボイス及び一部カードの実装を開始。同年11月17日より本実装された。同作品の妖精であるココ・ナッツ・シロップ、サブキャラクターのブンビーは一部それぞれのメンバーのカード内のイラストに登場。
夢原のぞみ / キュアドリーム（ピンク）
声 - 三瓶由布子
夏木りん / キュアルージュ（赤）
声 - 竹内順子
春日野うらら / キュアレモネード（黄）
声 - 伊瀬茉莉也
秋元こまち / キュアミント（緑）
声 - 永野愛
水無月かれん / キュアアクア（青）
声 - 前田愛
美々野くるみ / ミルキィローズ（紫）
声 - 仙台エリ
妖精のミルクとしては一部カード内のイラストに登場するほか、瀕死状態でゲームクリアしたときや一部カードの深夜時の自己紹介音声（寝言）において、ミルクとしての音声が出るようになっている。
フレッシュプリキュア！
2017年12月13日より実装。同作品の妖精であるシフォンとタルト、サブキャラクターのカオルちゃんは一部それぞれのメンバーのカード内のイラストに登場。
桃園ラブ / キュアピーチ（ピンク）
声 - 沖佳苗
蒼乃美希 / キュアベリー（青）
声 - 喜多村英梨
山吹祈里 / キュアパイン（黄）
声 - 中川亜紀子
東せつな / キュアパッション （赤）
声 - 小松由佳
ふたりはプリキュア Splash Star
2018年2月12日より実装。同作品の妖精であるフラッピとチョッピ、サブキャラクターの日向みのり・霧生満・霧生薫は一部それぞれのメンバーのカード内のイラストに登場。
日向咲 / キュアブルーム（ピンク）
声 - 樹元オリエ
美翔舞 / キュアイーグレット（白）
声 - 榎本温子
スイートプリキュア♪
2018年2月28日より実装。同作品の妖精であるハミィは一部それぞれのメンバーのカード内、サブキャラクターのピーちゃん（ノイズ、本編最終回で再転生した時の白い姿）は一部アコのカード内のイラスト、調辺音吉は名前のみ登場。
北条響 / キュアメロディ（ピンク）
声 - 小清水亜美
南野奏 / キュアリズム（白）
声 - 折笠富美子
黒川エレン / キュアビート（青）
声 - 豊口めぐみ
調辺アコ / キュアミューズ（黄）
声 - 大久保瑠美
HUGっと！プリキュア
2018年3月16日より初期メンバー3人が実装。追加戦士のキュアマシェリとキュアアムールは同年8月1日より実装を開始している。同作品のサブキャラクターの梅橋先生はキュアエトワールのエピソードステージ内、野乃森太郎は名前のみ登場。
2018年10月27日より開催の『映画 HUGっと!プリキュア♡ふたりはプリキュア オールスターズメモリーズ』公開記念連動イベントでは、開催及び映画公開記念のログインボーナスアイテムとして同映画で登場する「ミラクルメモリーズライト」が登場、経験値アップアイテムとして使用できる。
野乃はな / キュアエール（ピンク）
声 - 引坂理絵
薬師寺さあや / キュアアンジュ（青）
声 - 本泉莉奈
輝木ほまれ / キュアエトワール（黄）
声 - 小倉唯
愛崎えみる / キュアマシェリ（赤）
声 - 田村奈央
ルールー・アムール / キュアアムール（紫）
声 - 田村ゆかり
はぐたん
ハリハム・ハリー
共に一部それぞれのメンバーのカード内のイラストおよびメインステージのリボン王国・一部イベント・エピソードステージ内に登場。音声は無し。
ハピネスチャージプリキュア！
2018年4月4日より実装。同作品の妖精であるリボンとぐらさんは一部それぞれのメンバーのカード内のイラスト、サブキャラクターの相楽誠司はめぐみのカード内のイラスト、氷川まりあ（キュアテンダー）は名前のみ登場。
愛乃めぐみ / キュアラブリー（ピンク）
声 - 中島愛
白雪ひめ / キュアプリンセス（青）
声 - 潘めぐみ
大森ゆうこ / キュアハニー（黄）
声 - 北川里奈
氷川いおな / キュアフォーチュン（紫）
声 - 戸松遥
スター☆トゥインクルプリキュア
2019年2月3日より初期メンバー4人を順次実装開始。同年8月19日よりキュアコスモを実装した。
星奈ひかる / キュアスター（ピンク）
声 - 成瀬瑛美
羽衣ララ / キュアミルキー（緑）
声 - 小原好美
天宮えれな / キュアソレイユ（黄）
声 - 安野希世乃
香久矢まどか / キュアセレーネ（紫）
声 - 小松未可子
ユニ / キュアコスモ（青）
声 - 上坂すみれ
フワ
声 - 木野日菜
プルンス
共に一部それぞれのメンバーのカード内のイラストおよび一部イベント内に登場。フワのみ各5人のトゥインクルスタイルの変身音声及び必殺技のボイスがある。
ヒーリングっど♥プリキュア
2020年3月5日より初期メンバー3人を実装。
花寺のどか / キュアグレース（ピンク）
声 - 悠木碧
沢泉ちゆ / キュアフォンテーヌ（青）
声 - 依田菜津
平光ひなた / キュアスパークル（黄）
声 - 河野ひより
ラビリン
声 - 加隈亜衣
ペギタン
声 - 武田華
ニャトラン
声 - 金田アキ
ヒーリングアニマルはそれぞれのパートナーであるプリキュアのゲーム開始時の変身音声内で声がそのまま流れる。また一部それぞれのメンバーのカード内のイラストにも登場する。

### ツナガラーズ
本作品におけるプリキュアの敵対勢力。いずれも「ツナガラーズ」という謎の人物の指示に従っている。
こころの繋がりを断ち切ることを目的に掲げ、手はじめに「キルトランド」という布でつなぎ合わされた世界に侵攻してあらゆるものを分断する。しかし、プリキュアたちの活躍によりキルトランドが解放されると、今度は島全体がステンドグラスでできた「ステンドグラスの島」や、人々の心を繋ぐキズナストーンのかけらを魔法のリボンで繋いだという伝説が残る「リボン王国」といった別の世界に侵攻する。
最終章では本拠地である「ツナガラーズ帝国」で物語が展開するが、その中でこの国は本来は「つながる〜ん王国」という人の繋がりを大切にする王国であったこと、そして封印されていた悪の存在ディボースによって乗っ取られ、洗脳によってツナガラーズの幹部や構成員を作り出したことが明かされる。
なお、ツナガラーズのキャラクターに関してはゲーム中の音声があるが、担当声優については公表されていない。

#### 黒幕
ディボース
声 - 不明
ツナガラーズを統べる黒幕で、黒い影のような球体の姿を取っている。一人称は「ワタシ」。
人々の悪意から生まれた存在で、人々のこころの繋がりを分断しようと目論んでいたが、つながる〜ん王国の祭壇に封印されていた。しかしある時バラバラーンによって封印が解かれ、自身は王国の王女ティアに憑依、人々を洗脳して配下にしツナガラーズ帝国の王となった。
最後はプリキュア達や洗脳が解けてツナガラーズから離脱した幹部・構成員によってティアへの憑依を解かれ、さらにティアによって再び封印された。

バラバラーン
声 - 不明
ツナガラーズに所属する不良少年のような男性怪人。前髪を上げた橙色の髪型が特徴。一人称は「ボク」で、口癖は「バーラバラになっちゃえば！？」。主に限定イベントのストーリーで登場する。
カラフルな模様を施した黒色のパーカーを着用している。また、右頬には黒い片割れのハートのようなメイクを施している。
基本的にはフットワークが軽い無邪気な少年であるが、悪事を行うことに一切躊躇しない冷徹な一面をもつ。また、プリキュアに攻撃を行う際には「バーン！」という決めセリフを用意している。
真の黒幕と呼べる存在で、ディボースの封印を解いただけでなく、人々の心の闇につけ込む形で次々とツナガラーズへ加入させている。ディボースをも利用しようとする野心も持ち合わせており、最終的にはディボースの力を取り込もうと試みたが、プリキュア達に阻止され失敗に終わり、ディボースが封印された後はどこかへと逃亡した。

#### 幹部
キルンヌ
声 - 不明
ツナガラーズの幹部を務めるグラマラスな女性怪人。金色のロングヘアに厚化粧をした顔が特徴。一人称は「アタシ」で、口癖は「ホーホホホッ！」。
紫色のボディスーツを着用し、耳にはイヤリングを身につけて、黒色のロングブーツを履いている。また、扇子のようなハサミを携帯している。
美貌意識が非常に高く、損気臭いものを嫌う傾向にある。また、かなりの自信家でもあり、自分に切れないものはないと豪語している。
メインストーリーの第1章にあたる「キルトランド」のエリア4のステージボス（ラスボス）として登場し、部下のギッザギッザ、ダンゼーツ、トギレールの3人を従えてキルトランドを分断していく。なお、チュートリアル面であるエリア1-3でも登場する。
元々は我が子を大事にする母親だったが、子供から拒絶されたのをきっかけとして冷徹な性格へと変わっていった。

パリン
声 - 不明
ツナガラーズの幹部を務める宣教師のような男性怪人。薄い紫色と灰色の身体が特徴。一人称は「ワタクシ」で、語尾に「ですぞ」と付けることが多い。
割れたハートの模様が施された黒色が基調の衣装を着用し、頭部には桃色の帽子をかぶり、左目には片眼鏡をかけている。また、本とステッキを携帯している。
表向きは紳士的かつ丁寧な人物として振る舞い、「ツナガラーズ教の教祖」と名乗って各地にツナガラーズの教えを説くという活動を行っているが、敵対する存在には一切容赦しない危険な一面をもつ。
メインストーリーの第2章にあたる「ステンドグラスの島」のエリア4のステージボス（ラスボス）として登場し、おもに単独で行動している。
本来は心優しい宣教師だったが、洗脳によってツナガラーズの教えを説くようになったという経緯がある。

ミセスカット
声 - 不明
ツナガラーズの幹部を務める肥満体格が特徴の中年女性怪人。一人称は「アタクシ」で、語尾に「ザマス」と付けて会話をする。
濃い紺色のドレスを着用し、大きな裁縫ばさみを携帯している。また、部下を強制的に強化することもできる。
目的のためならば破壊活動も辞さず、部下への態度も荒いなど、非常に傲慢かつ横暴な人物として振舞っている。
メインストーリーの第3章にあたる「リボン王国」のおもな敵として登場し、部下のブッタギルを従えてリボン王国中を分断していく。
元々はファッション好きの心優しき女性で、王子やティア王女の服も繕うなどもしていた。しかし信頼していた部下の裏切りがきっかけとなり人を信用しない性格へと変わっていってしまった。

#### メインストーリーに登場する構成員
ギッザギッザ
声 - 不明
ツナガラーズに所属する道化師のような男性怪人。体格は肥満型で、白色の顔に赤色の鼻が特徴。一人称は「ぼく」で、口癖は「素敵なショーだったね！」。
橙色が基調の道化師のような衣装を着用している。また、割れたハート形が特徴の紫色の風船を携帯している。
表向きは明るい陽気な人物として振る舞っているが、あらゆるものを切り刻むことに快感を覚えており、相手のハートすらも切り裂こうとする凶暴で残虐な本性をもつ。
メインストーリーの第1章にあたる「キルトランド」のエリア1のステージボスとして登場し、エリア4では中ボスとして登場する。また、メインストーリーの第2章にあたる「ステンドグラスの島」ではエリア1のステージボスとして登場する（この際、色違いで登場している）。
元々は街中で人々を楽しませるために芸を見せ、観客の楽しむ姿を見ることが生きがいにしていた道化師。ある時観客から心無い言葉をかけられたことで落胆、さらにバラバラーンにつけ込まれたことで構成員となった。

ダンゼーツ
声 - 不明
ツナガラーズに所属する死神のような男性怪人。薄い白茶色のロングヘアに緑色の瞳が特徴。一人称は「ぼく」で、口癖は「断絶するッ！」。
黒色が基調の悪魔のような衣装を着用し、首元には紫色の割れたハート形のネックレスを身につけている。また、大きな鎌を武器として携帯している。
現実の世界を「無意味」なものと断罪しており、世界を断絶することを使命および生きがいにしている。また、キュアムーンライトからは「ツナガラーズの幹部の中でも最も深いこころの闇を抱いている」と推察されている。
メインストーリーの第1章にあたる「キルトランド」のエリア2のステージボスとして登場し、その後はエリア4の中ボスとして登場する。
本来はつながる〜ん王国の王子で、ティアの兄にあたる。兄妹仲良く暮らしていたが、ある時復活したディボースにティアを人質に取られ、彼女のためにディボースの配下となった。

トギレール
声 - 不明
ツナガラーズに所属する貴族のような男性怪人。薄い水色のオールバックヘアが特徴。一人称は「ボク」で、口癖は「トレビア～ン！」。
緑色が基調のロングコードを着用し、首元には白色のスカーフを身につけ、黒色のロングブーツを履いている。
ナルシスト気質な人物として振る舞い、気取った態度で相手を見下すという嫌味な性格たが、自分がピンチになると気弱になる一面をもつ。
メインストーリーの第1章にあたる「キルトランド」のエリア3のステージボスとして登場し、その後はエリア4の中ボスとして登場する。また、メインストーリーの第2章にあたる「ステンドグラスの島」ではエリア2のステージボスとして登場する。
元々は王国でも名うての天才発明家で、コッパやチリヂリンの生みの親でもある。かつては人々から期待をかけられていたが、国の衰退とともに評価が落ちるようになり、その心の闇が元でツナガラーズになった。

コッパ
声 - 不明
ツナガラーズに所属する機械生命体。黄色が基調の戦車のような外観が特徴。口癖は「コッパミジン！」。
機械的な性格で、無感情のまま花畑を焼き尽くそうとする。また、両腕からは強力な破壊光線を放つことができる。
モフルンからは心配されている存在であり、劇中ではモフルンに幾度も説得を受けている。
メインストーリーの第2島にあたる「ステンドグラスの島」のエリア3のステージボスとして登場する。元々は、限定イベントのひとつ「お花がいっぱい！フラワーカーニバル！」のその2で登場する敵キャラクターだったが、「ステンドグラスの島」が追加されて以降はメインストーリーでも登場するようになる。
元は捨てられていた壊れかけのコンピュータをトギレールが修理し、彼によって命が与えられた。しかしディボースの洗脳によってそのことを忘れてしまっている。

ブッタギル
声 - 不明
ツナガラーズに所属する力士のような男性怪人。怪物のように大きい両腕が特徴。一人称は「おれさま」で、口癖は「ブッタギル！」。
腹部には白色の包帯を巻いており、下半身には薄い赤色のふんどしを着用している。また、武器となる大きな斧を背負っている。
かなり狂暴かつ乱暴な人物として振舞い、なんでもかんでもブッタギろうと暴れ回る。
メインストーリーの第3章にあたる「リボン王国」のエリア1のステージボスとして登場する。元々は、限定イベントのストーリーで登場するキャラクターだったが、「リボン王国」が追加されて以降はメインストーリーでも登場するようになる。
本来はティア王女を大切にしていた大男で、王女の稽古相手にもなっていたが、ディボースの洗脳によって凶暴化した。

#### イベントのみに登場する構成員
チリヂリン
声 - 不明
ツナガラーズに所属するミキサーのような怪人。頭部には目がついている。一人称は「オレさま」で、口癖は「チリヂリになーれ！」。
透明な容器の胴体の中にはたくさんの割れたハート形の物体を貯蔵している。
あらゆるものをバラバラに砕くことを好む野蛮な性格で、口にいれたものを噛み砕こうと目論む。
主に限定イベントのストーリーで登場する。
元はコッパと同じく捨てられていた壊れかけのミキサーをトギレールが修理し、彼によって命が与えられた。しかしディボースの洗脳によってそのことを忘れてしまっている。

チグハグ
声 - 不明
ツナガラーズに所属するオバケのような怪人。紫色の笑顔マークの顔が特徴。口癖は「チグハグ～」、「キレイのサッパリ～」。
ボロボロ状態の布を繋ぎ合わせたような身体構成をしており、下半身はハサミのような形をしている。
フルーツのおいしい香りをチグハグな匂いに変えようと目論むが、最終的には改心してプリキュアたちとの和解を果たし、彼女たちとフルーツを食べるようになった。
主に限定イベントのストーリーで登場する。
元々はティア王女が大切にしていたぬいぐるみだった。ディボースがティアに憑依したと同時にチグハグにも命が与えられた。

#### 怪物
チョッキン
ツナガラーズのメンバーが使役する怪物たち。それぞれ身体に刃物を身につけている。
ジョッキン
チョッキンの亜種で、チョッキンよりも強化されている。

### エピソードステージの敵キャラクター
いずれもTVシリーズに登場する敵キャラクターたちだが、音声は無し。
キラキラ☆プリキュアアラモード
ガミー
キュアホイップのエピソードステージにて登場する。
プルプル
キュアカスタードのエピソードステージにて登場する。
ホットー
キュアジェラートのエピソードステージにて登場する。
マキャロンヌ
キュアマカロンのエピソードステージにて登場する。
ビタード
キュアショコラのエピソードステージにて登場する。
ジュリオ / ピカリオ
ビブリー
イル
ノワール
いずれもキュアパルフェのエピソードステージにて登場する。なお、ピカリオ（ジュリオ）は一部シエルのカード内にも登場している。
HUGっと!プリキュア
チャラリート
初期メンバー3人のエピソードステージにて登場する。
パップル
キュアマシェリとキュアアムールのエピソードステージにて登場する。
オシマイダー

## 主題歌
オープニングテーマ「ツナガレ!」
作詞・作曲・編曲 - 谷本貴義、歌 - 里瑠、コーラス - 吉野聡留・五條真由美
また、映画連動イベント「キラキラ！みんなでもう一度お花見！」では、ステージBGMとして、「桜MISSION〜プリキュアリレーション〜」（歌：北川理恵、『映画 プリキュアドリームスターズ!』主題歌）が用いられた。